# 桃山台站
桃山台站（日语：／ Momoyamadai eki */?）位於大阪府吹田市桃山台五丁目內，是北大阪急行電鐵南北線的車站，車站編號為M09。

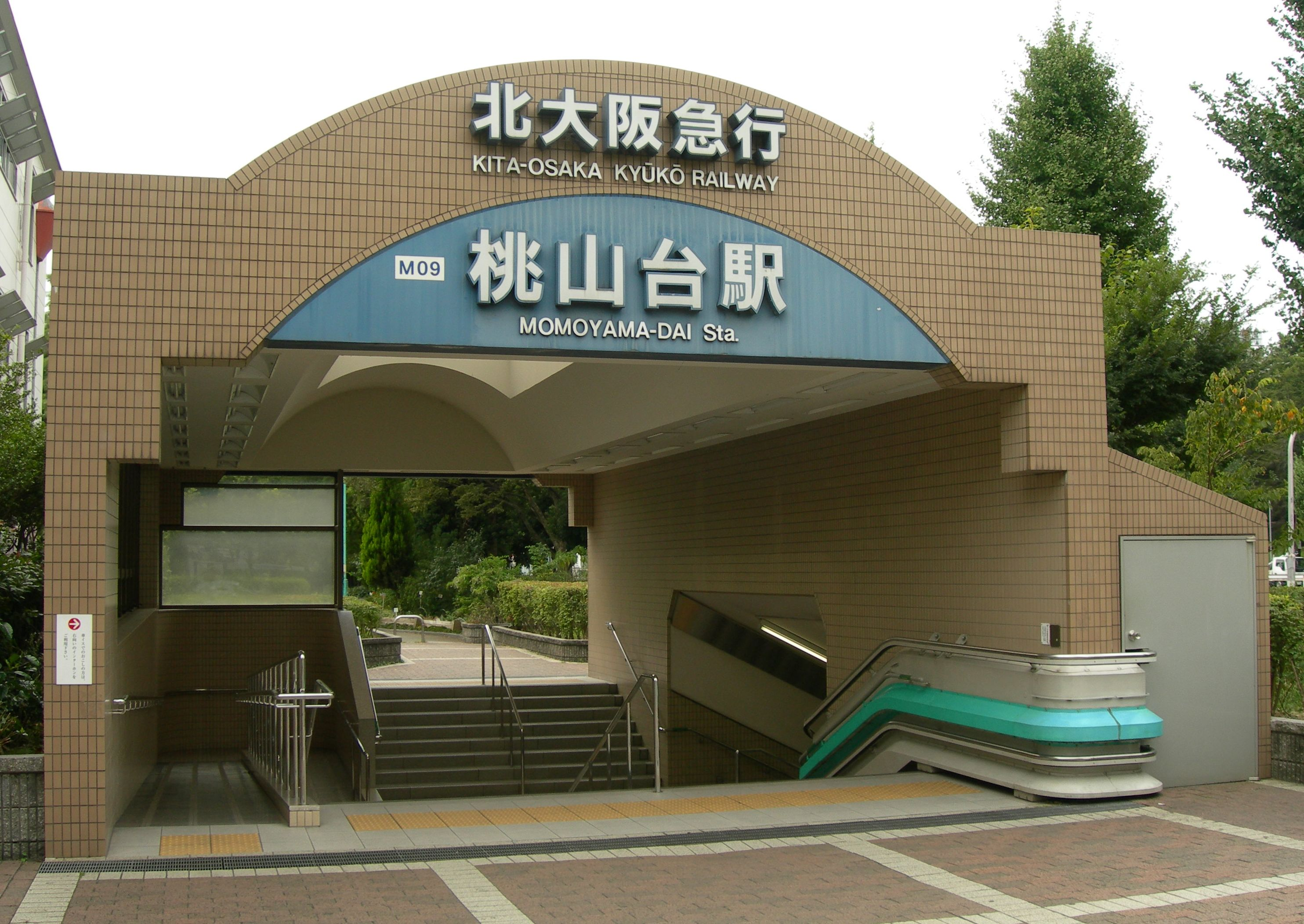
東口（2009年8月27日）

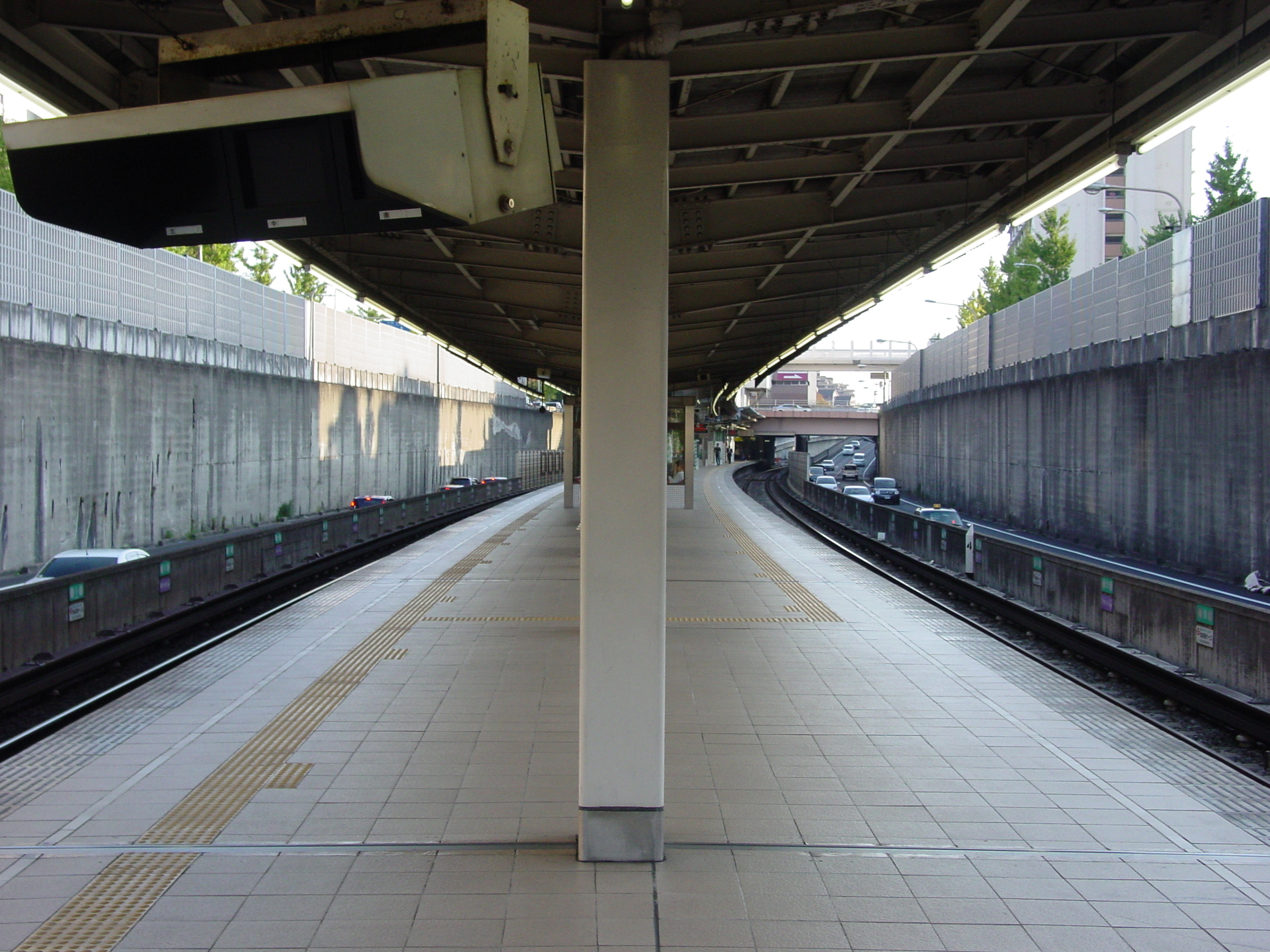
月台（2009年11月8日）

34°47′33″N 135°29′51″E / 34.792625°N 135.497389°E

## 歷史
- 1970年（昭和45年）2月24日：北大阪急行江坂－千里中央（臨時）－萬國博中央口（1970年9月14日停駛）間開通營運。
- 2010年（平成22年）4月3日：北剪票口開始營運，同時設置了廁所。
- 2018年（平成30年）3月11日：啟用月台閘門。

## 車站結構
月台是平行於新御堂筋（國道423號）道路中央1面2線的島式月台。出入口分別為南出入口和北出入口2處。南出入口是最初營運開通的出口。跨站式車站站房座落於新御堂筋道路上。開業初期沒有電梯，2010年10月，剪票口下方設置了電梯。北出口也在同年的4月3日開通使用。廁所除了原先南出口的剪票口之外，也在北出口剪票口的電梯旁設置了。原先設置的太陽能花卉時鐘也在2010年被拆除了。

### 月台配置
| 月台 | 路線    | 目的地                           |
| ---- | ------- | -------------------------------- |
| 1    | □南北線 | 綠地公園、御堂筋線、中百舌鳥方向 |
| 2    | □南北線 | 箕面萱野方向                     |

## 使用情況
2018年（平成30年）度特定日的1日上下車人次為39,246人（上車人次：20,135人，下車人次：19,111人）である。
近年特定日的1日上下、上車人次如下表。
| 年度               | 特定日   | 特定日     | 特定日   | 來源     |
| 年度               | 調查日   | 上下車人次 | 上車人次 | 來源     |
| ------------------ | -------- | ---------- | -------- | -------- |
| 1990年（平成02年） |          | 41,925     | 21,328   | [ * 1 ]  |
| 1991年（平成03年） | -        | -          | -        | [ * 2 ]  |
| 1992年（平成04年） |          | 48,492     | 25,943   | [ * 3 ]  |
| 1993年（平成05年） |          | 48,405     | 25,537   | [ * 4 ]  |
| 1994年（平成06年） |          | 47,732     | 25,484   | [ * 5 ]  |
| 1995年（平成07年） |          | 44,604     | 23,267   | [ * 6 ]  |
| 1996年（平成08年） |          | 47,594     | 25,009   | [ * 7 ]  |
| 1997年（平成09年） | 11月11日 | 47,594     | 25,009   | [ * 8 ]  |
| 1998年（平成10年） | 11月10日 | 39,222     | 19,655   | [ * 9 ]  |
| 1999年（平成11年） | 11月09日 | 45,148     | 23,664   | [ * 10 ] |
| 2000年（平成12年） | 11月07日 | 46,448     | 24,136   | [ * 11 ] |
| 2001年（平成13年） | 11月13日 | 41,635     | 22,185   | [ * 12 ] |
| 2002年（平成14年） | 11月12日 | 41,321     | 21,617   | [ * 13 ] |
| 2003年（平成15年） | 11月11日 | 41,465     | 21,825   | [ * 14 ] |
| 2004年（平成16年） | 11月09日 | 39,894     | 20,779   | [ * 15 ] |
| 2005年（平成17年） | 11月08日 | 38,926     | 20,194   | [ * 16 ] |
| 2006年（平成18年） | 11月07日 | 38,332     | 19,899   | [ * 17 ] |
| 2007年（平成19年） | 11月13日 | 38,219     | 19,834   | [ * 18 ] |
| 2008年（平成20年） | 11月11日 | 39,307     | 20,402   | [ * 19 ] |
| 2009年（平成21年） | 11月10日 | 38,136     | 19,669   | [ * 20 ] |
| 2010年（平成22年） | 11月09日 | 37,305     | 19,285   | [ * 21 ] |
| 2011年（平成23年） | 11月08日 | 38,434     | 19,836   | [ * 22 ] |
| 2012年（平成24年） | 11月13日 | 38,297     | 19,806   | [ * 23 ] |
| 2013年（平成25年） | 11月12日 | 39,317     | 20,342   | [ * 24 ] |
| 2014年（平成26年） | 11月11日 | 38,907     | 20,017   | [ * 25 ] |
| 2015年（平成27年） | 11月10日 | 37,706     | 19,755   | [ * 26 ] |
| 2016年（平成28年） | 11月08日 | 38,312     | 19,538   | [ * 27 ] |
| 2017年（平成29年） | 11月14日 | 39,115     | 20,196   | [ * 28 ] |
| 2018年（平成30年） | 11月13日 | 39,246     | 20,135   | [ * 29 ] |

## 車站周邊
- 桃山公園
- 吹田桃山台郵局
- 阪急OASIS
- 國道423號（新御堂筋）
- 本站1.5km東可轉乘阪急千里線南千里站。

在本站的西南方為北大阪急行電鐵南北線的車輛基地桃山台檢車場所在之處，車站附近有通到檢車場的單線隧道，並且沿著新御堂筋道路可以眺望檢車場內部。

## 相鄰車站
北大阪急行電鐵
□南北線 
千里中央（M08）－桃山台（M09）－綠地公園（M10）

### 使用情況
私鐵1日平均使用人數
1. ↑  .   [2020-05-23]. （原始内容存档于2019-08-03）.

私鐵統計資料
1. ↑  大阪府統計年鑑 （页面存档备份，存于） - 大阪府
2. ↑  吹田市統計書 （页面存档备份，存于） - 吹田市

大阪府統計年鑑
1. ↑  大阪府統計年鑑（平成3年）PDF
2. ↑  大阪府統計年鑑（平成4年）PDF
3. ↑  大阪府統計年鑑（平成5年）PDF
4. ↑  大阪府統計年鑑（平成6年）PDF
5. ↑  大阪府統計年鑑（平成7年）PDF
6. ↑  大阪府統計年鑑（平成8年）PDF
7. ↑  大阪府統計年鑑（平成9年）PDF
8. ↑  大阪府統計年鑑（平成10年）PDF
9. ↑  大阪府統計年鑑（平成11年）PDF
10. ↑  大阪府統計年鑑（平成12年）PDF
11. ↑  大阪府統計年鑑（平成13年）PDF
12. ↑  大阪府統計年鑑（平成14年）PDF
13. ↑  大阪府統計年鑑（平成15年）PDF
14. ↑  大阪府統計年鑑（平成16年）PDF
15. ↑  大阪府統計年鑑（平成17年）PDF
16. ↑  大阪府統計年鑑（平成18年）PDF
17. ↑  大阪府統計年鑑（平成19年）PDF
18. ↑  大阪府統計年鑑（平成20年）PDF
19. ↑  大阪府統計年鑑（平成21年）PDF
20. ↑  大阪府統計年鑑（平成22年）PDF
21. ↑  大阪府統計年鑑（平成23年）PDF
22. ↑  大阪府統計年鑑（平成24年）PDF
23. ↑  大阪府統計年鑑（平成25年）PDF
24. ↑  大阪府統計年鑑（平成26年）PDF
25. ↑  大阪府統計年鑑（平成27年）PDF
26. ↑  大阪府統計年鑑（平成28年）PDF
27. ↑  大阪府統計年鑑（平成29年）PDF
28. ↑  大阪府統計年鑑（平成30年）PDF
29. ↑  大阪府統計年鑑（令和元年）PDF

## 外部連結
- 北大阪急行電鐵・桃山台車站 （页面存档备份，存于）